# Verona van de Leur
Verona van de Leur (Gouda, 27 december 1985) is een voormalig Nederlands turnster.

## Sportopleiding
Van de Leur begon, vijf jaar oud, met turnen bij de vereniging T.O.O.S. in Waddinxveen. Toen ze negen jaar oud was ging ze op topsportniveau verder bij Pro Patria in Zoetermeer. In 2000 won ze bij het Nederlands Kampioenschap Junioren zowel de meerkamp als drie toestelfinales. Hierna kwam ze bij de senioren uit in wedstrijden voor haar vereniging.

## Loopbaan
In 2001 werd Van de Leur Nederlands kampioen bij de senioren. Met de Nederlandse ploeg haalde zij een vijfde plaats op het WK in Gent en ze werden met dit resultaat later ook de Sportploeg van het Jaar.
In 2002 won Van de Leur vijf medailles bij de Europese kampioenschappen in Patras. De Nederlandse ploeg won het zilver en Van de Leur werd tweede in de meerkamp achter Svetlana Chorkina. Ook won ze op het onderdeel sprong een zilveren medaille en op balk en vloer een bronzen medaille. Bij het WK in Debrecen won ze zilver op de vloer en tijdens de Wereldbekerfinale datzelfde jaar behaalde ze op dit toestel goud. Ze werd verkozen tot Sportvrouw van het Jaar en wederom werd de turnploeg de Sportploeg van het Jaar.
Bij het WK van 2003 in Anaheim werden Van de Leur en Renske Endel opgesteld als reserve en de Nederlandse ploeg plaatste zich niet bij de beste twaalf. Daardoor miste de ploeg de kwalificatie voor de Olympische Spelen van Athene. Dit was de aanleiding van de breuk tussen Van de Leur en haar coach Frank Louter. Hierna ging ze trainen bij De Hazenkamp in Nijmegen bij trainer Boris Orlov.
In 2007 werd Van de Leur voor de vierde keer Nederlands kampioen in de meerkamp. Op het NK in Nijmegen won ze ook goud op balk en vloer en brons op brug.
Op 19 juni 2008 maakte Van de Leur bekend een punt te zetten achter haar turnloopbaan. Hierna ging ze werken in de porno-industrie. 
In mei 2011 werd Van de Leur veroordeeld vanwege het chanteren van een man en vrouw van wie ze buitenechtelijke seks had vastgelegd op foto's. De opgelegde gevangenisstraf van 72 dagen zat Van de Leur uit in het voorarrest.
In 2014 publiceerde ze haar biografie Verona van de Leur, het bizarre leven van een voormalig Sportvrouw van het Jaar. Hierin gaf Van de Leur aan het slachtoffer te zijn geweest van grensoverschrijdend gedrag van turncoaches.
In 2019 kondigde ze aan te stoppen als pornoactrice. Begin 2020 verscheen haar Engelstalige biografie Simply Verona.

## Palmares
| Wedstrijd                                      | Totaal | Totaal | Onderdeel | Onderdeel | Onderdeel | Onderdeel |
|                                                | Indiv. | Team   | Sprong    | Brug      | Balk      | Vloer     |
| ---------------------------------------------- | ------ | ------ | --------- | --------- | --------- | --------- |
| Zoetermeer Toekomst Toernooi 1995              | 6      |        |           |           |           |           |
| Nationaal (NL) kampioenschap 1995              | Brons  |        |           |           |           |           |
| Nationaal (NL) kampioenschap 1996              | 8      |        | 5         | 5         |           |           |
| Ecoair (international tournament, NL) 1997     | 4      |        | Goud      |           |           |           |
| Nationaal (NL) kampioenschap 1997              | Brons  |        | 4         | Zilver    | 4         | Zilver    |
| France – Netherlands 1998                      | 8      | Goud   |           |           |           |           |
| Nationaal (NL) kampioenschap 1998              | 5      |        | 4         | 5         | 6         |           |
| Berolina Cup 1998                              | 7      | Zilver |           |           |           |           |
| Leverkusen Cup 1998                            | Zilver |        |           |           |           |           |
| Ecoair (international tournament, NL) 1998     | Goud   |        |           |           |           |           |
| Clubteam Nationals 1998                        |        | Goud   |           |           |           |           |
| Budapest Cup 1998                              | Goud   | Goud   |           |           |           |           |
| Sidijk toernooi 1999                           | Zilver |        |           |           |           |           |
| Lugano Cup 1999                                | Goud   | Goud   |           |           |           |           |
| Como Cup 1999                                  | Zilver | Goud   |           |           |           |           |
| Nationaal (NL) kampioenschap 1999              | Zilver |        | Goud      | Goud      | Zilver    | Brons     |
| European Youth Olympic Days 1999               | Brons  | Brons  |           | 5         |           | Brons     |
| Berolina Cup 1999                              | Brons  | Goud   |           |           |           |           |
| Clubteams Nationals 1999                       |        | Goud   |           |           |           |           |
| HGT (international tournament, NL) 1999        | Brons  |        |           |           |           |           |
| Honeywell Cup 1999                             | Goud   | Goud   | 6         | Goud      | Goud      | Goud      |
| Youth Europeans 2000                           | 11     | Brons  |           | Brons     | 4         |           |
| Nationaal (NL) kampioenschap 2000              | Goud   |        | Goud      | Goud      | Goud      | Brons     |
| Beronila Cup 2000                              | 4      | Goud   |           |           |           |           |
| HGT (international tournament, NL) 2000        | Goud   |        | Goud      | Goud      |           | Zilver    |
| Clubteams Nationals 2000                       |        | Goud   |           |           |           |           |
| Massilia Cup 2000                              |        |        | 6         | Goud      |           | 5         |
| Parijs Bercy 2001                              |        |        | 6         | Goud      |           | 4         |
| Cottbus 2001                                   |        |        | 4         | 6         |           |           |
| Cottbus Winners Final 2001                     |        |        |           |           |           | Goud      |
| Ploiesti 2001                                  | 6      |        | Zilver    | Goud      |           | Brons     |
| Nationaal (NL) kampioenschap halve finale 2001 | Goud   |        | Goud      | Goud      | Goud      | Zilver    |
| Nationaal (NL) kampioenschap 2001              | Goud   |        | Brons     | Goud      | Goud      | Goud      |
| Wereldkampioenschappen 2001                    | 9      | 5      | 6         | 8         |           |           |
| Massilia Cup 2001                              | 5      | Brons  | 4         | Goud      |           | Brons     |
| HGT (international tournament, NL) 2001        | Goud   |        | Zilver    | Goud      | Goud      | Goud      |
| Clubteam Nationals 2001                        |        | Goud   |           |           |           |           |
| Glasgow 2001                                   |        |        | Zilver    | Zilver    | Zilver    | Goud      |
| USA Visa Cup 2002                              | Brons  |        | Brons     | 6         | Zilver    | Zilver    |
| Cottbus 2002                                   |        |        |           |           | Brons     |           |
| Cottbus - Winners Final 2002                   |        |        | Zilver    |           |           |           |
| Europese kampioenschappen 2002                 | Zilver | Zilver | Zilver    |           | Brons     | Brons     |
| Nationaal (NL) kampioenschap halve finale 2002 | Goud   |        | Goud      | Zilver    | Brons     | Goud      |
| Li Ning Cup 2002                               |        |        | Zilver    | Goud      | Brons     | Zilver    |
| Nationaal (NL) kampioenschap 2002              | Goud   |        | Goud      | Zilver    | Goud      | Goud      |
| HGT (international tournament, NL) 2002        | Goud   |        | Goud      | Goud      |           |           |
| Massilia Cup 2002                              | 4      | Brons  |           | Goud      |           | Zilver    |
| Wereldkampioenschappen 2002                    |        |        | 7         |           |           | Zilver    |
| DTB World Cup Final 2002                       |        |        | Brons     | Brons     | 7         | Goud      |
| Wereldkampioenschappen 2003                    |        |        |           |           |           |           |
| Wereldkampioenschappen finale 2004             |        |        |           |           |           | 7         |
| Nationaal (NL) kampioenschap 2005              | Brons  |        |           |           |           |           |
| Europees kampioenschap 2007                    | 9      |        |           |           |           |           |
| Nationaal (NL) kampioenschap 2007              | Goud   |        |           | Brons     | Goud      | Goud      |
| Europees kampioenschap 2008                    |        | 8      | 9         |           |           |           |

## Publicaties
- Vincent de Vries & Steven Kooijman: Verona van de Leur. Het bizarre leven van een voormalig sportvrouw van het jaar. 's-Gravenhage, Sports Media Corporation, 2014. ISBN 978-90-819042-1-6.
- Verona van de Leur: Simply Verona: Breaking All the Rules. Histria Llc, 2020. ISBN 978-15-921102-2-3.

- Nederlandse Thesaurus van Auteursnamen: 383999804
- Virtual International Authority File: 317164161
- WorldCat: E39PBJqbfCHfxbF4vjQmcRfjG3